# Ferula communis
Ferula communis é uma espécie de planta com flor pertencente à família Apiaceae. 
A autoridade científica da espécie é L., tendo sido publicada em Species Plantarum 246. 1753.

## Portugal
Trata-se de uma espécie presente no território português, nomeadamente os seguintes táxones infraespecíficos:
- Ferula communis subsp. catalaunica - presente em Portugal Continental. Em termos de naturalidade é endémico da Península Ibérica. Não se encontra protegida por legislação portuguesa ou da Comunidade Europeia.